# Amsacta elongata
Amsacta elongata là một loài bướm đêm thuộc phân họ Arctiinae, họ Erebidae.